# Neoscombrops atlanticus
Neoscombrops atlanticus és una espècie de peix pertanyent a la família dels acropomàtids.

## Descripció
- Pot arribar a fer 13,4 cm de llargària màxima.[5][6]

## Hàbitat
És un peix marí, pelàgic-oceànic i de clima tropical que viu fins als 192 m de fondària.

## Distribució geogràfica
Es troba al mar Carib davant les costes de Colòmbia.

## Observacions
És inofensiu per als humans.